# Eisenbahnunfall von Iittala
Der Eisenbahnunfall von Iittala war die Frontalkollision zweier Züge am 4. März 1940 bei Iittala, südlich von Tampere, in Finnland, bei der 21 Menschen starben.

## Unfallhergang
Der Unfall ereignete sich auf der Bahnstrecke Riihimäki–Tampere. Mit einem Zug sollten Zivilisten vor den Folgen des Finnisch-Sowjetischen Winterkrieges nach Schweden in Sicherheit gebracht werden. In der Gegenrichtung war auf der eingleisigen Strecke ebenfalls ein Zug unterwegs. Es herrschte dichtes Schneetreiben. Der Lokomotivführer des  zweiten Zugs übersah ein „Halt“ gebietendes Signal, das ihn in einer Ausweichstelle zurückhalten sollte. Daraufhin kollidierten die Züge.

## Folgen
21 Menschen starben, darunter 16 Kinder und zwei Mütter.